# Sinquefield Cup

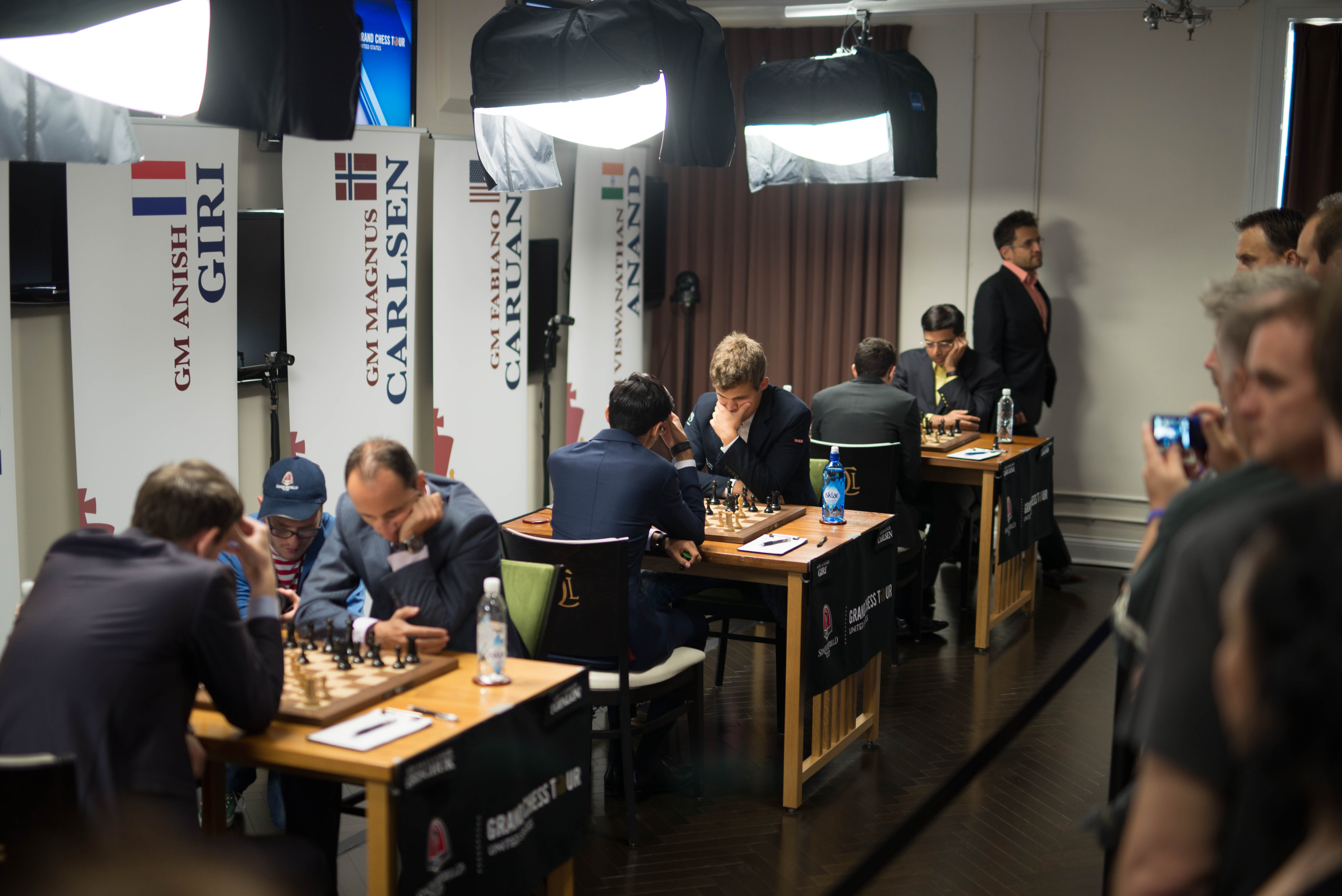
Sinquefield Cup 2015

Der Sinquefield Cup ist ein seit 2013 jährlich im Saint Louis Chess Club ausgetragenes Schachturnier für Großmeister der Weltspitze in St. Louis, Missouri. Das Turnier ist nach den Gründern des Schachclubs, dem US-amerikanischen Geschäftsmann und Schachmäzen Rex Sinquefield (* 1944) und seiner Ehefrau Jeanne Cairns Sinquefield (* 1946), benannt.

## Geschichte
Zunächst wurde der Sinquefield Cup als doppelrundiges Turnier mit klassischer Bedenkzeit ausgetragen, 2013 mit vier und 2014 mit sechs Teilnehmern. Besonderes Aufsehen in der Schachwelt erregte der Sinquefield Cup 2014, als Fabiano Caruana die ersten sieben Partien in Folge gewann und am Ende mit drei Punkten Vorsprung den Turniersieg holte, sowie der Sinquefield Cup 2022, als der mit Weiß spielende amtierende Weltmeister Magnus Carlsen von dem jungen Spieler Hans Moke Niemann geschlagen wurde und daraufhin seinen Rückzug von dem Turnier erklärte.
Seit 2015 ist der Sinquefield Cup Bestandteil der Turnierserie Grand Chess Tour, zusammen mit dem London Chess Classic und weiteren Turnieren. Entsprechend dem Reglement wurde er seither als einrundiges Turnier mit zehn Teilnehmern gespielt. Am Sinquefield Cup 2019 nahmen erstmals zwölf Spieler teil, darunter auch Weltmeister Magnus Carlsen und Vizeweltmeister Fabiano Caruana.

## Bisherige Turniere und Sieger
| #  | Jahr | Teilnehmer | Sieger                 |
| -- | ---- | ---------- | ---------------------- |
| 1  | 2013 | 4          | Magnus Carlsen         |
| 2  | 2014 | 6          | Fabiano Caruana        |
| 3  | 2015 | 10         | Lewon Aronjan          |
| 4  | 2016 | 10         | Wesley So              |
| 5  | 2017 | 10         | Maxime Vachier-Lagrave |
| 6  | 2018 | 10         | Magnus Carlsen         |
| 6  | 2018 | 10         | Fabiano Caruana        |
| 6  | 2018 | 10         | Lewon Aronjan          |
| 7  | 2019 | 12         | Ding Liren             |
| 8  | 2021 | 10         | Maxime Vachier-Lagrave |
| 9  | 2022 | 10         | Alireza Firouzja       |
| 10 | 2023 | 9          | Fabiano Caruana        |
| 11 | 2024 | 10         | Alireza Firouzja       |